# 다게레오타이프

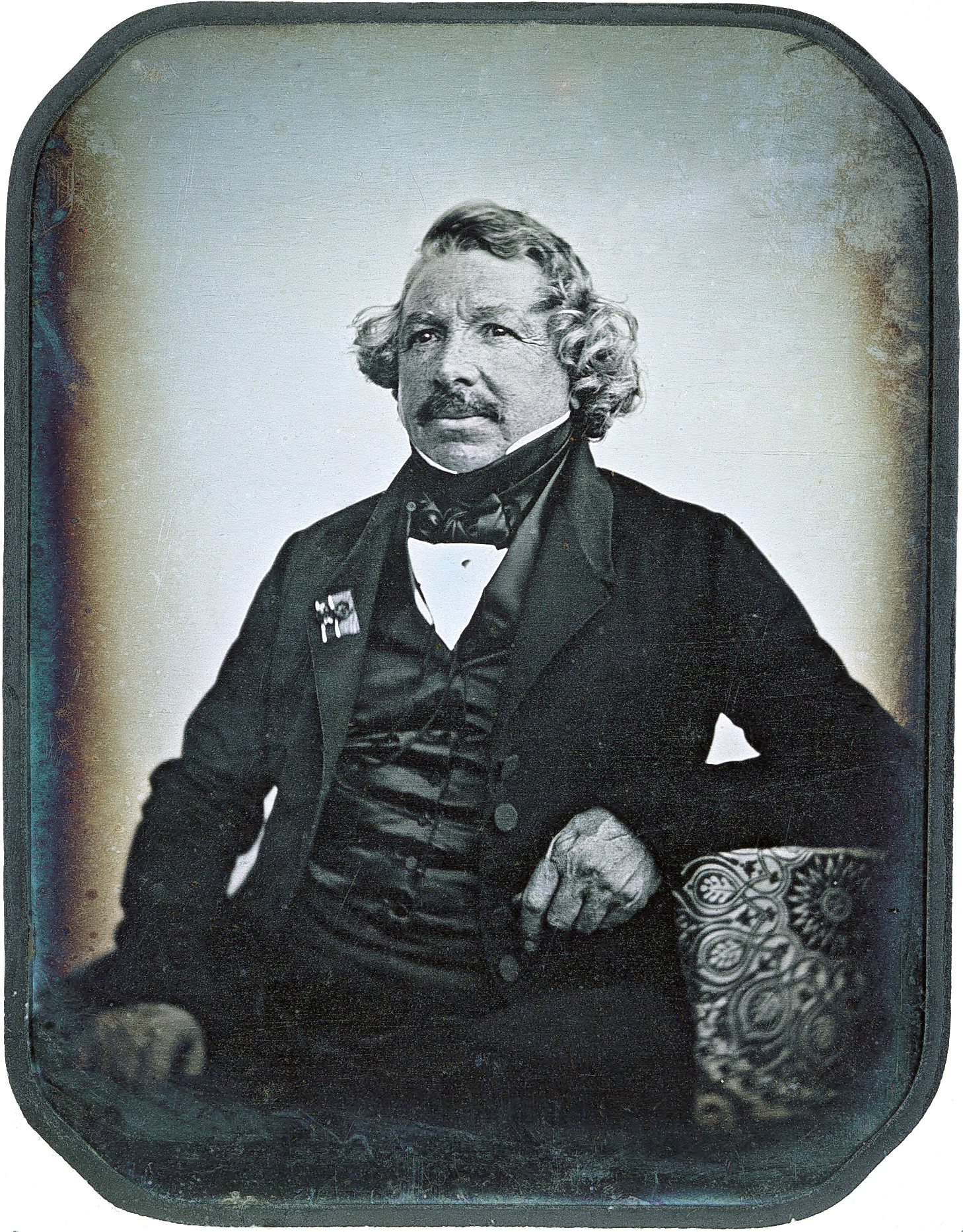
다게레오타이프의 개발자인 루이 다게르 본인의 다게레오타이프. 1844년 촬영.

다게레오타이프(프랑스어: daguerréotype /dəˈɡɛrɵtaɪp/[*])는 대중적으로 널리 사용된 최초의 사진술이다. 루이 다게르에 의해 1839년에 소개되었다. 후대에 개발된 다른 사진술들의 단가가 싸지고 효율이 높아지기 전인 1860년대까지 사용되었다.

## 역사
조제프 니세포르 니에프스는 1820년대 초에 헬리오그래피를 발명하였고, 니에프스에 대한 소문을 들은 루이 다게르는 1827년에 니에프스와 공동 연구에 관한 계약을 체결하였다. 1833년 니에프스가 사망하여 공동 연구는 진전되지 못했고, 다게르는 독자적인 연구를 계속하여 1837년에 다게레오타이프라고 불리는 사진술을 완성하였다. 1839년 1월 7일, 프랑수아 아라고가 파리 과학아카데미 회의에서 다게레오타이프를 소개하였고 6월 14일 프랑스 내무부 장관은 프랑스 정부가 다게레오타이프 기법을 인수하고, 다게르에게 종신 연금 6천 프랑을, 니에프스의 후손에게 4천 프랑을 지급하는 계약을 체결하였다. 8월 19일 아라고는 과학아카데미와 미술아카데미의 합동 회의에서 다게레오타이프 기법을 공개하였다.

## 공정
1. 판의 끄트머리를 잡아 구부리기
2. 광내기
3. 증감(增感)하기
4. 노출하기
5. 현상하기
6. 고정시키키
7. 막 입히기
8. 봉하기

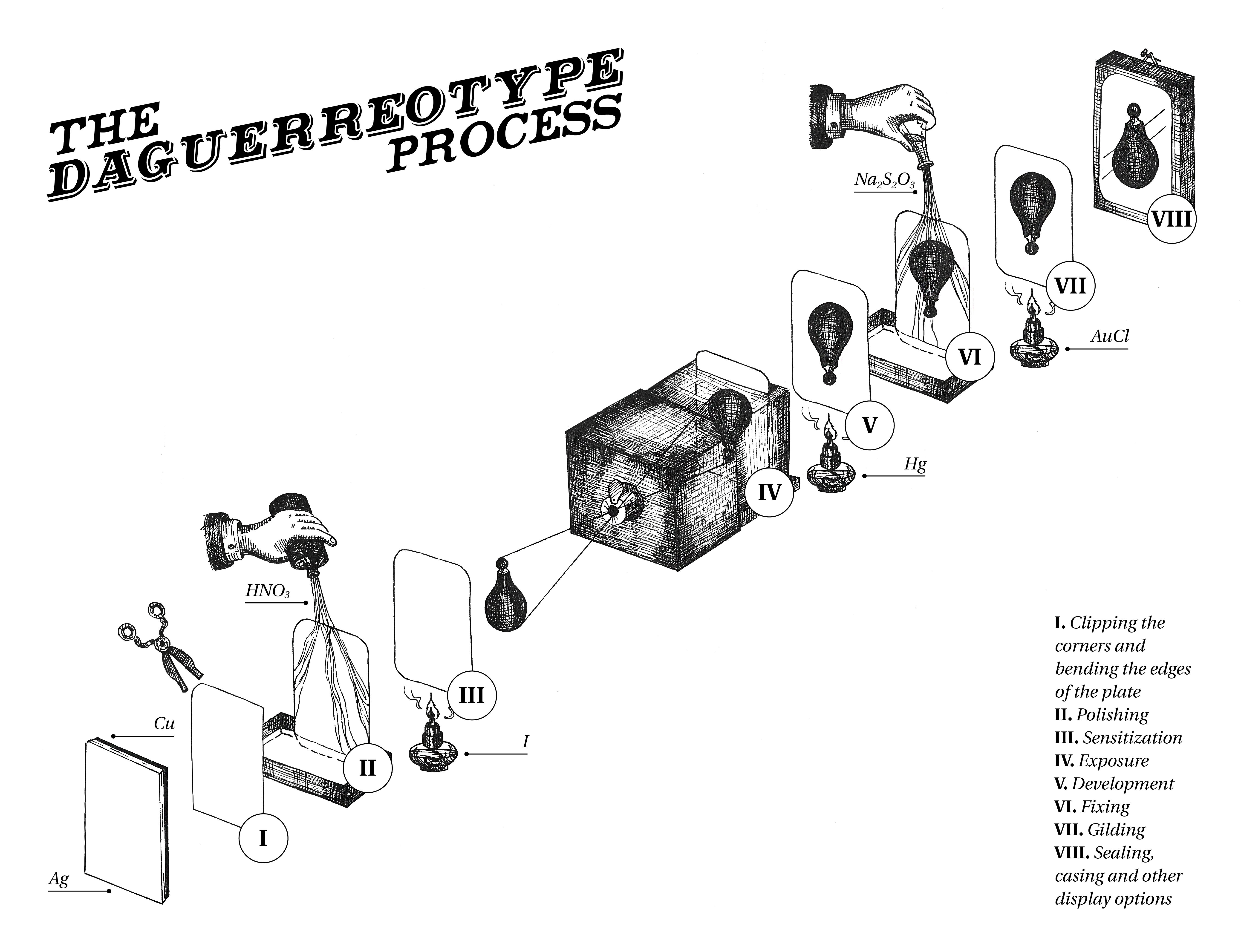
- 판의 끄트머리를 잡아 구부리기
- 광내기
- 증감(增感)하기
- 노출하기
- 현상하기
- 고정시키키
- 막 입히기
- 봉하기

다게레오타이프는 광택낸 은 판때기를 사용하며, 이 은판을 셰필드 건판이라고 한다.
우선 은판을 요오드 증기에 노출시켜서 감광성의 할로겐화 은 피막을 형성시킨다. 이 판을 사진기로 가지고 와 빛이 통하지 않는 건판꽂이에 꽂아 넣는다. 렌즈를 통해 들어온 빛이 어두컴컴한 사진기 내부에 보이지 않는 잠상을 만들어낸다. 이후 건판을 뽑아내 뜨거운 수은 증기에 쬐어 현상시킨다. 현상 작업이 끝나고 묽은 티오황산나트륨 용액 또는 뜨거운 포화 소금 용액으로 건판을 씻어내서 할로겐화 은을 제거한다. 상의 색온도를 높이고 은 입자를 강화시키기 위해 염화금 용액을 들이붓고 불꽃 위에서 건판을 살짝 가열한다. 마지막으로 건판을 헹구고 말린다. 이렇게 도금을 한 이후에도 건판에 새겨진 상은 매우 연약하고 은 자체가 공기 노출로 변색되는 성질이 있기 때문에 건판을 유리로 덮은 뒤 봉한다.

## 기타
현재 다게르의 사진은 제2차 세계 대전 당시 나치 독일의 프랑스 공방전 때 소실된 것으로 알려져서 남아있는 사진이 많지 않은 것으로 알려졌다.

## 갤러리

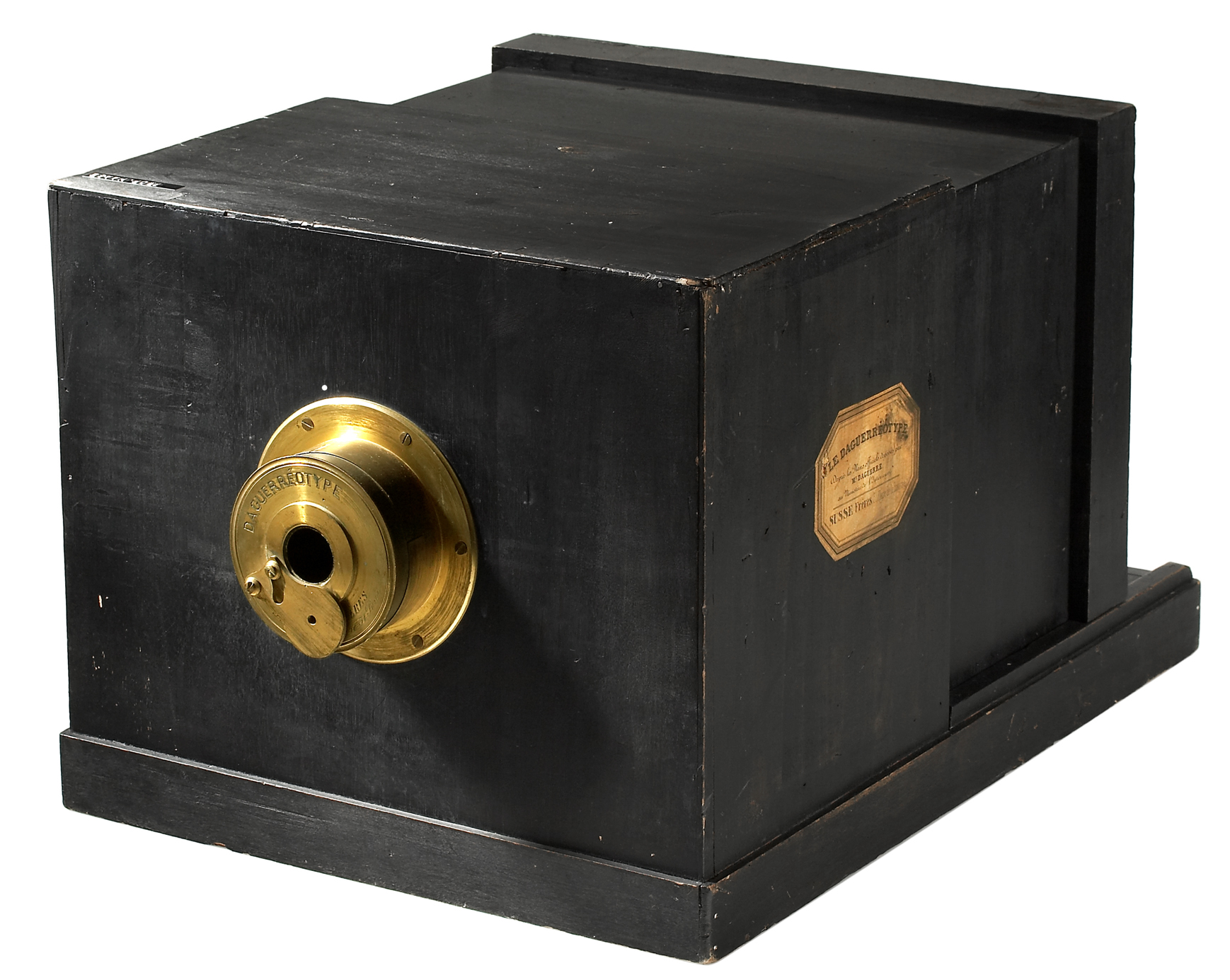
1839년 쉬스 프레르(Susse Frères)가 제작한 다게레오타이프 카메라
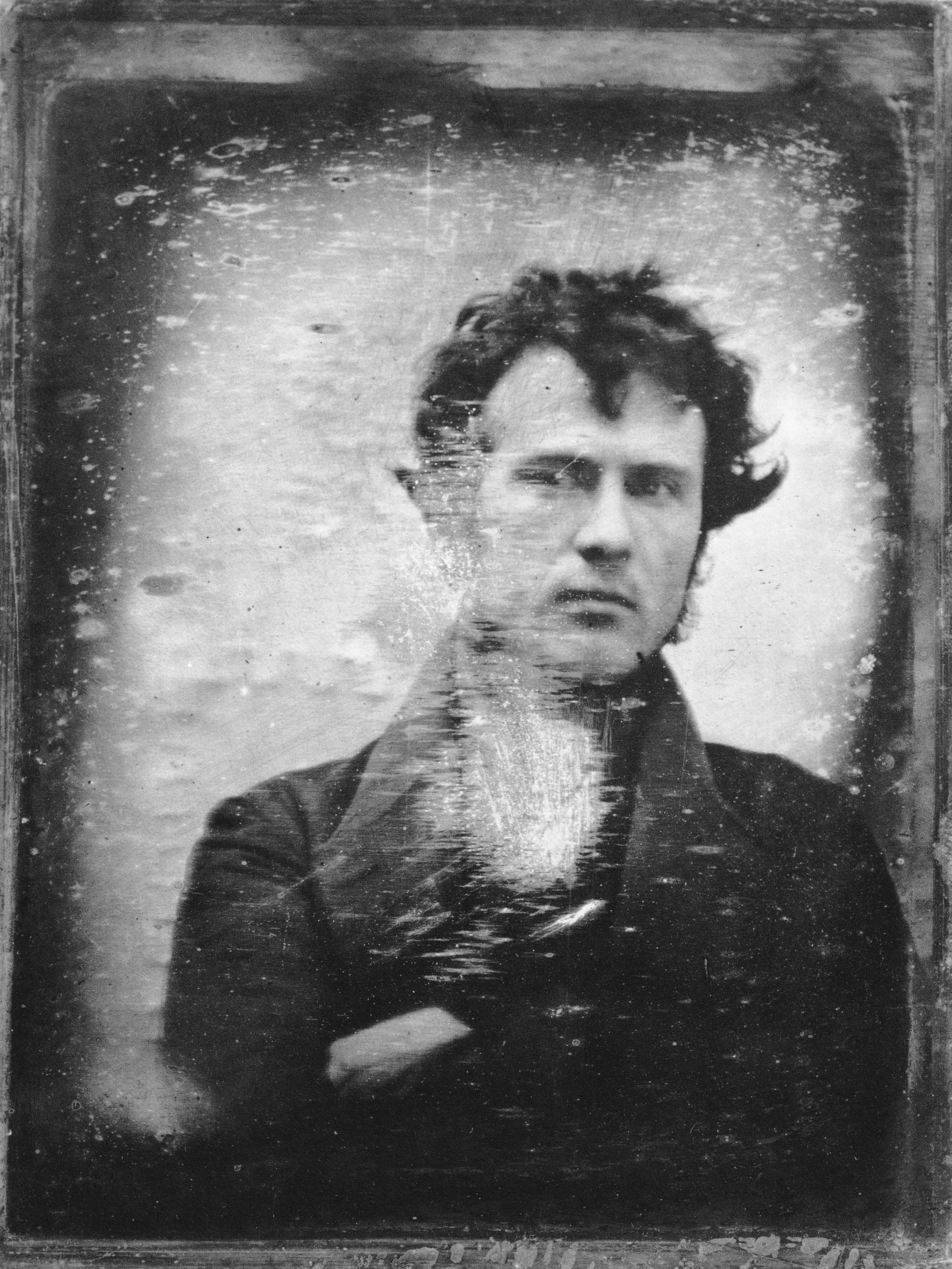
1839년, 로버트 코닐리어스의 다게레오타이프. 현존하는 가장 오래된 사진 자화상이다.
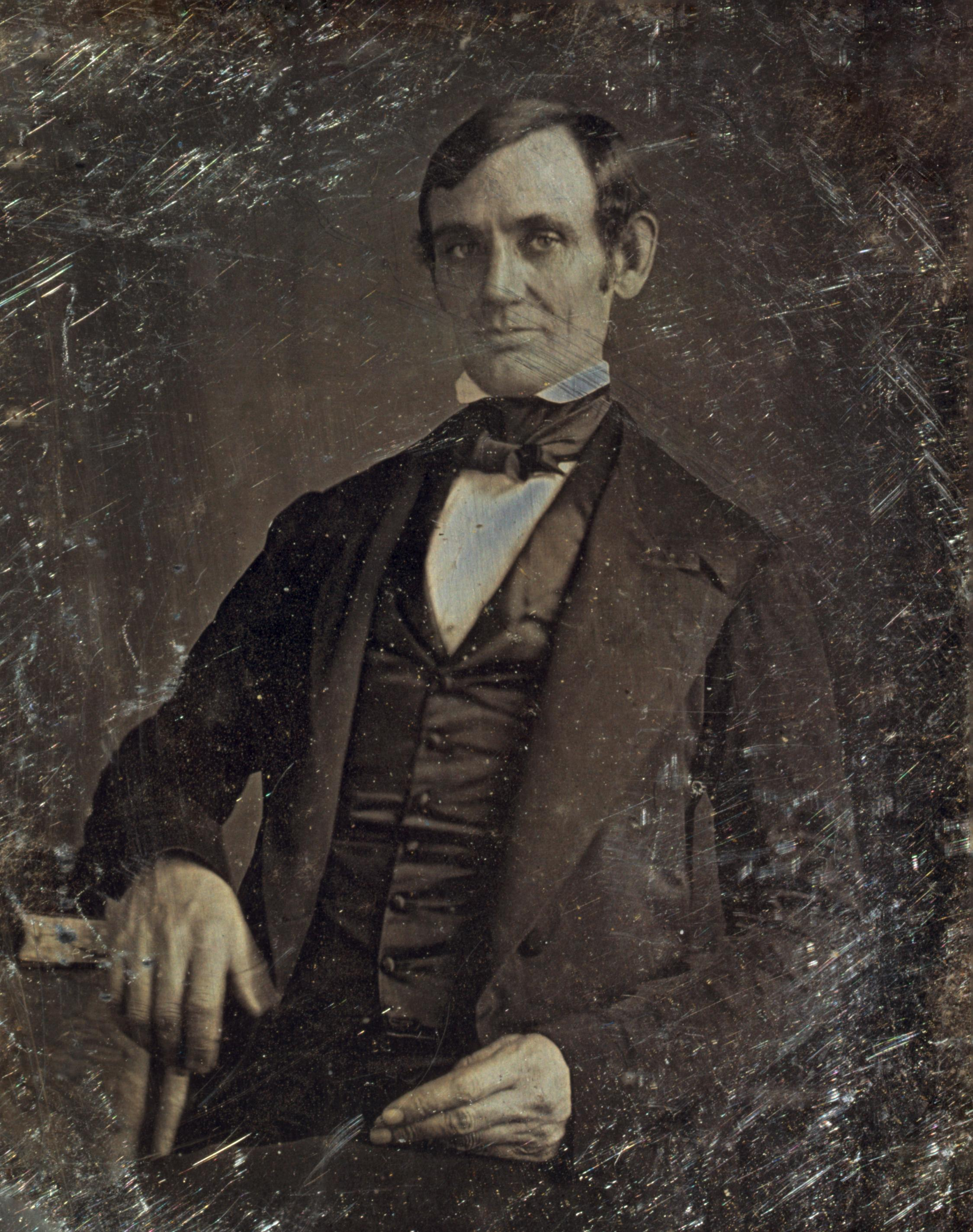
최초로 진품임이 입증된 에이브러햄 링컨의 사진은 1846년 니컬러스 셰퍼드가 당시 국회의원 당선자였던 링컨을 촬영한 이 다게레오타이프이다.
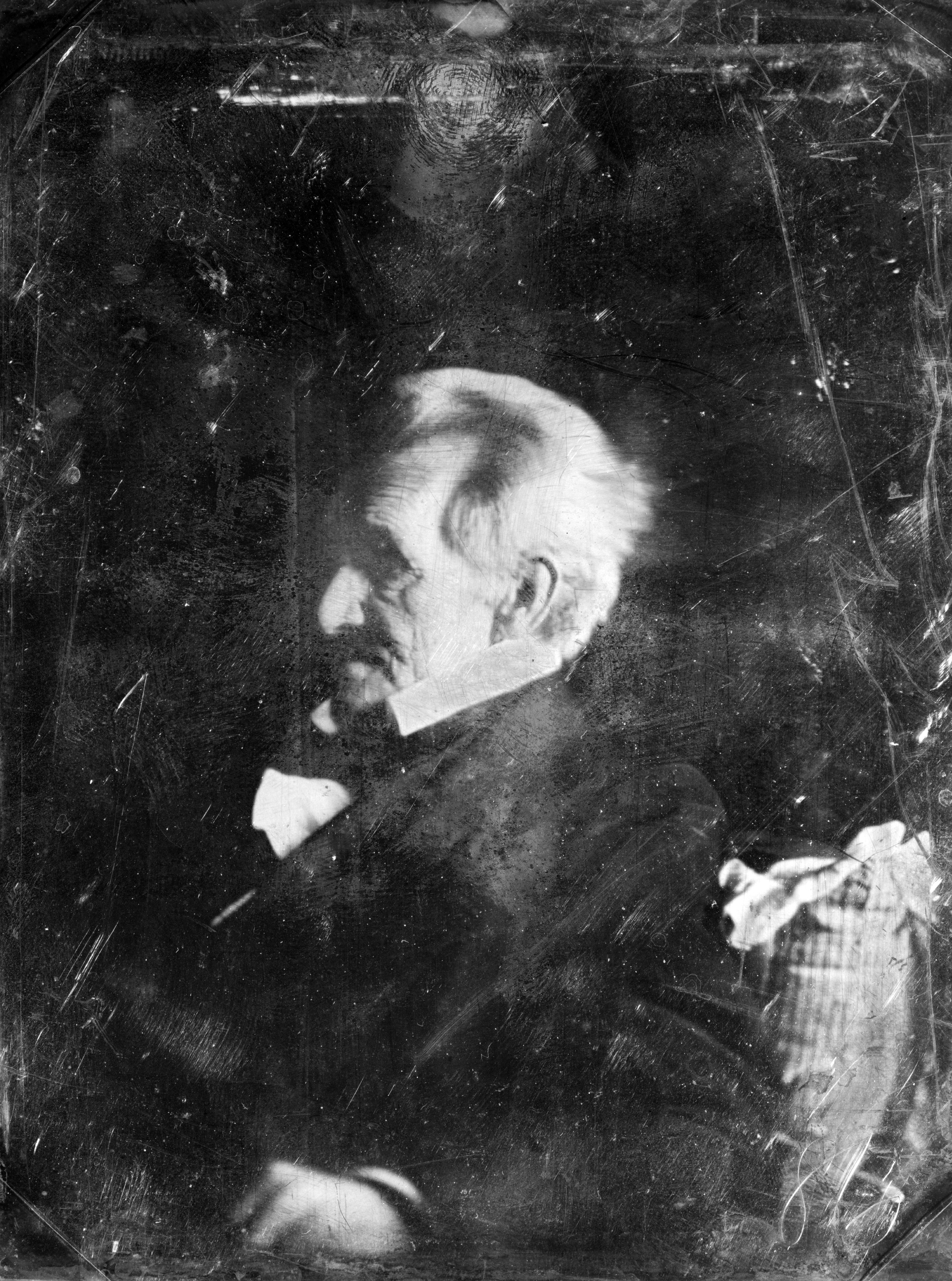
1845년 4월, 77세 또는 78세의 앤드루 잭슨의 다게레오타이프
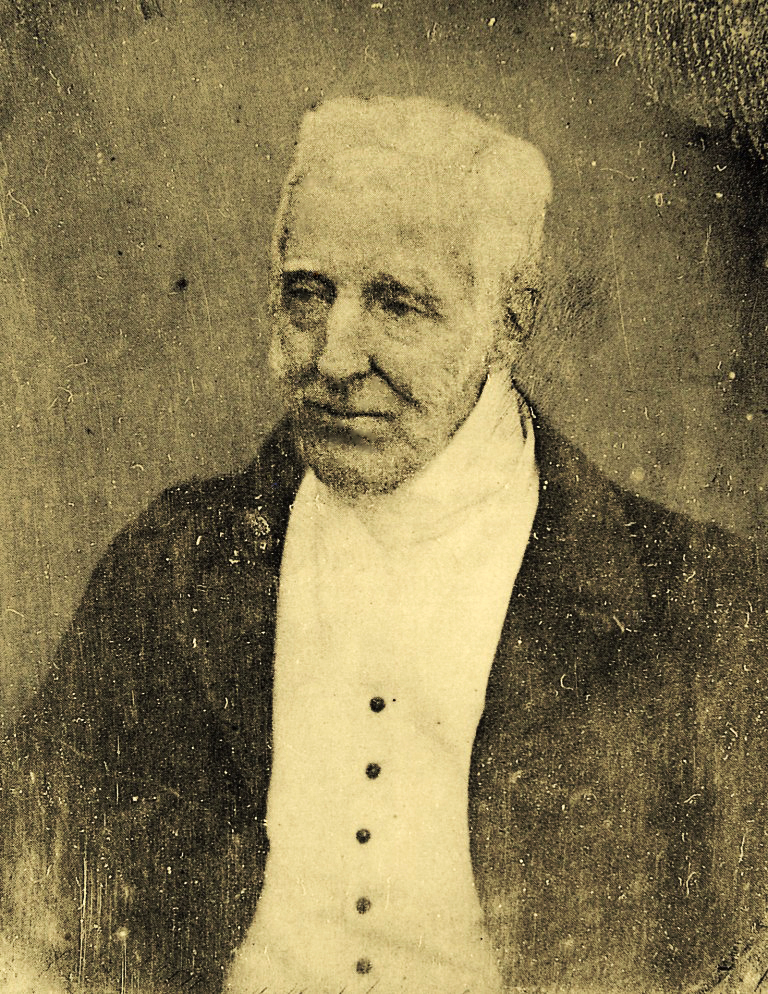
74세 또는 75세의 웰링턴 공작 아서 웰슬리의 다게레오타이프.
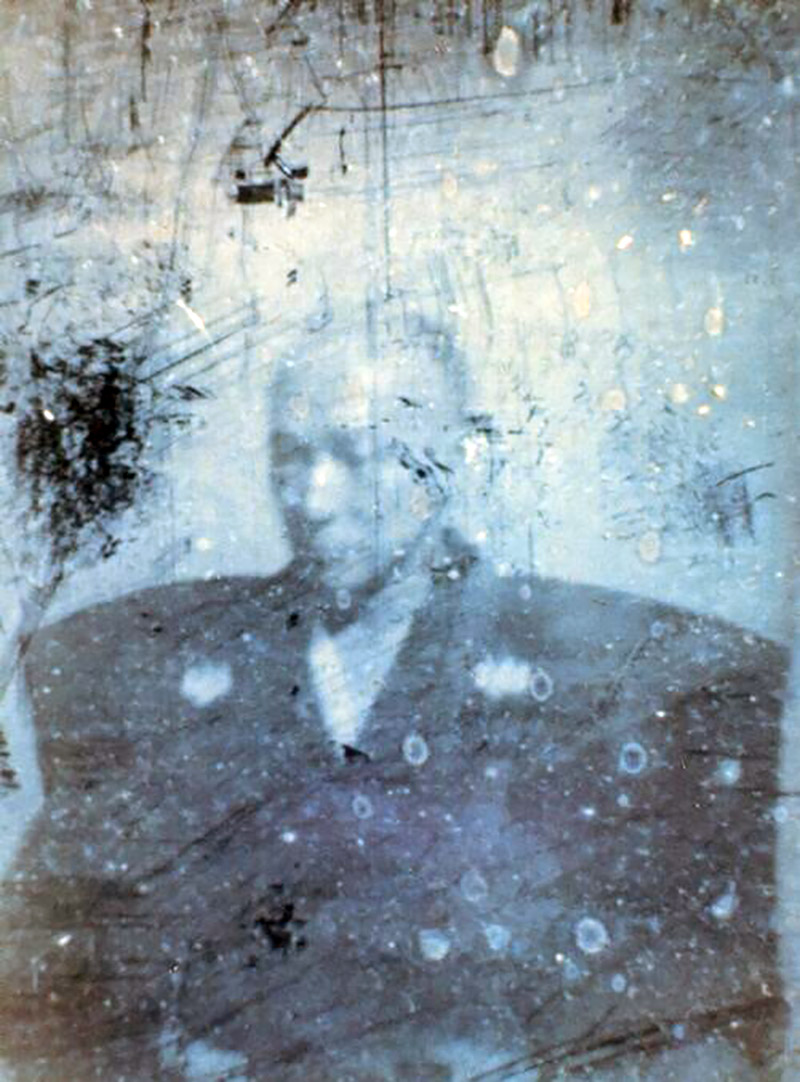
남아 있는 일본 사진 중 가장 초기의 사진인 시마즈 나리아키라의 다게레오타이프.
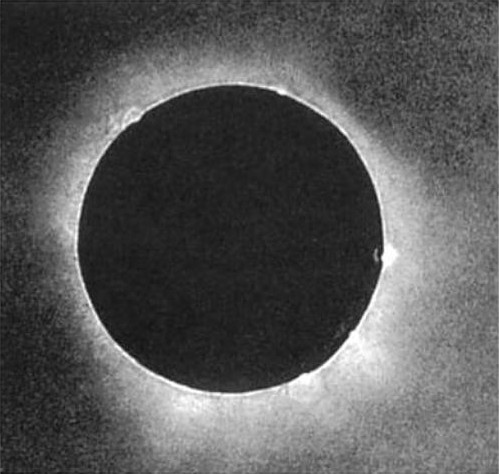
1851년 7월 28일에 발생한 일식의 사진은 다게레오타이프의 과정을 이용하여, 최초로 올바르게 노출된 일식 사진이다.

## 같이 보기
- 캘러타이프